# IPad (第九代)
第九代iPad（英語：ninth-generation iPad）是由苹果公司所开发、销售的平板电脑，并于2021年9月15日于Apple Event在线上发布的第九代iPad。存在着不同的称呼（第九代iPad、iPad 2021以及作为俗称的iPad 9），操作系统采用iPadOS 15。此iPad将延续八代的10.2吋萤幕，并采用A13 Bionic处理器，也继续支持第一代Apple Pencil和妙控键盘。

## 特點
本版本iPad相较上代，在外部并没有大的更新，升级芯片为A13；CPU、GPU的性能提高20%，从而增加了实况文本的使用体验；配備了全新的12MP超廣角前置攝像頭，由于A13 仿生芯片更好的图像处理技术，拍摄效果略有提升；屏幕与上一代基本相同，仍配备10.2英寸液晶显示器，新支持了原彩显示、前置相機人物居中。

## 颜色
以下是iPad (第九代)的顏色：
| 颜色 | 名称   | 英语       | 备注       |
| ---- | ------ | ---------- | ---------- |
|      | 太空灰 | Space Gray | 正面为黑色 |
|      | 银色   | Silver     | 正面为黑色 |

## 时间线
|  |

## 另請參閱
- iPad
- 蘋果公司
- iPad (第八代)